# Mešanje
Mešanje je ena važnejših industrijskih operacij. Uporabimo ga, če želimo v nekem mediju doseči enotno sestavo, temperaturo ali kako drugo lastnost, ali pa če želimo pospešiti snovni oziroma toplotni prenos. Glede na agregatno stanje snovi, ki jih mešamo med sabo, poznamo več sistemov.
V mikroskopskih dimenzijah je mešanje kapljevin posledica gibanja drobnih delcev kapljevine ali pa difuzije še veliko manjših molekul. V makroskopskih razmeraj pa je mešanje rezultat premikanja večjih mas kapljevine v laminarnem ali turbulentnem toku. Pri mehanskem mešanju kapljevine, s katerim močno skrajšamo čas mešanja kot posledico difuzije oziroma naravne konvekcije, moramo z zunajno silo premagati določene sile oz. napetosti v sami kapljevini. Predvsem vztrajnost in strižno napetost.